# Futebol Clube de Felgueiras
El Futebol Clube de Felgueiras fue un club de fútbol portugués localizado en Felgueiras, un distrito de Oporto. El club se fundó en 1933 y su último presidente fue Miguel Ribeiro. Sus partidos en casa los disputaron en el Estadio Dr. Machado de Matos.
Tras haber participado en la Segunda División de la Asociación de Fútbol de Oporto, en la temporada 2004-2005 el equipo senior masculino desaparece, conservando únicamente sus categorías inferiores y el equipo femenino.

## Historia
El antiguo Futebol Clube de Felgueiras, participante frecuente en las divisiones superiores del fútbol portugués como en la Primeira Liga, la cual disputó por primera vez en la temporada 1990/91; desapareció en 2005. En 2006, se crearon dos nuevos clubes en su sustitución, el Clube Académico de Felgueiras y el actual FC Felgueiras 1932, quien conserva el nombre original.
Estuvo en la máxima categoría entre 1991 y 1996.

## Palmarés
- Copa de Oporto: 1

1984/85

## Jugadores

### Jugadores destacados
- Abel Silva
- Cao
- Fernando Bandeirinha
- Fernando Meira
- Filipe Teixeira
- Fredy
- José Fonte
- Luís Sobrinho
- Márcio Santos
- Miguel Reisinho
- Moreno
- Nelo
- Nuno Gomes
- Paulo Sousa
- Renato Queirós
- Ricardo Silva
- Romeu
- Rui Pataca
- Sérgio Conceição
- Sérgio Pinto
- Tulipa
- Carlos
- Guillermo Szeszurak
- Vlado Bozinovski
- Darci
- Gustavo Manduca
- Radoslav Zdravkov
- Mateus
- Keith Gumbs
- Thierry Mouyouma
- Ronald Baroni
- Earl Jean
- Wesley John
- Aleksandar Krstić
- Khadim Faye
- Boško Boškovič
- Clint Marcelle